# Lepidochlanus fimbriatus
Lepidochlanus fimbriatus är en tvåvingeart som beskrevs av Hesse 1938. Lepidochlanus fimbriatus ingår i släktet Lepidochlanus och familjen svävflugor. Inga underarter finns listade i Catalogue of Life.